# ジャイアント (漫画)
『ジャイアント』は、山田芳裕作のメジャーリーグを舞台とした野球漫画。2001年から2004年に講談社の雑誌『モーニング』で連載されていた。

## あらすじ
アメリカに一人の見上げんばかりの大男の日本人が降り立った。彼の名は巨峰貢。日本プロ野球のドラフト指名を取り消され、就職先も野球部が廃部になったために内定取り消し、おまけに新人アナウンサーなった恋人にまで振られ、それでも野球をやりたいという夢を捨てきれずに、少年時代から憧れていたメジャーリーガーを目指し渡米したのだった。
彼は「アリゾナ・スネークス」のトライアウトを受けに来たものの、そこでもトラブルにあい、トライアウトに間に合わなかった。しかし、ひょんなことからシングルA「ホットサンズ」の試合に飛び入り参加、そこで特大ホームランをかっ飛ばし、その打力を認められてホットサンズへの入団が決定する。こうして日本の「ジャイアント」巨峰貢のメジャーリーガーへの挑戦が始まった。

## 登場人物

### 主人公と球友
巨峰貢（きょほうみつぐ）
経歴 - 神奈川県大和市立つる舞中学→県立北大和高校→大和大学→シングルAフェニックス・ホットサンズ→トリプルAツーソン・コヨーテズ→サンフランシスコ・ゲイツ→フィラデルフィア・フェローズ
投打 - 右投げ右打ち
ポジション - 外野手、一塁手、捕手
本作の主人公。身長2mを超える巨体の持ち主。ニックネームは「ジャイ」。大学を卒業後、日本プロ野球、社会人野球の道を閉ざされ、憧れのメジャーリーガーを目指す。非常に穏やかで心優しい性格。
神宮寺武（じんぐうじたけし）
経歴 - 県立広島西商業高校→大和大学→トリプルAラスベガス・ティーレックス
投打 - 左投げ両打ち
ポジション - 三塁手
貢の大学時代からの球友。広島県出身。ニックネームは「ジン」。短気で気性が激しく、闘争心の塊のような性格だが、皆を引っ張るリーダーシップも持ち合わせている。
現役を引退すると、フィラデルフィア・フェローズのコーチとなり、貢を支えた。
高取幸之助（たかとりこうのすけ）
経歴 - 私立埼玉春日部高校→大和大学→西急イーグルス→ニューヨーク・42nds
投打 - 右投げ右打ち
ポジション - 捕手
貢の大学時代からの球友。静岡県出身。ニックネームは「タカ」。裕福な家庭に生まれたが、父が破綻して一家離散したため金銭面にシビアな面を持つ。
貢との対決を経て、現役引退すると実業家に転身して、フィラデルフィア・フェローズのオーナーとなった。
三島剣（みしまけん）
経歴 - 県立上北高校→大和大学→東京グレイステツ→ニューヨーク・ヤンクス
投打 - 右投げ
ポジション - 投手
福島県会津地方出身。家系は会津藩士の出身。何事も寡黙に前体全力でのめり込む性格。
貢を振った大学の同級生である女子アナウンサーから、猛烈なアプローチを受けたが、興味を示さずに無視した。